# التعليم في إمبراطورية اليابان

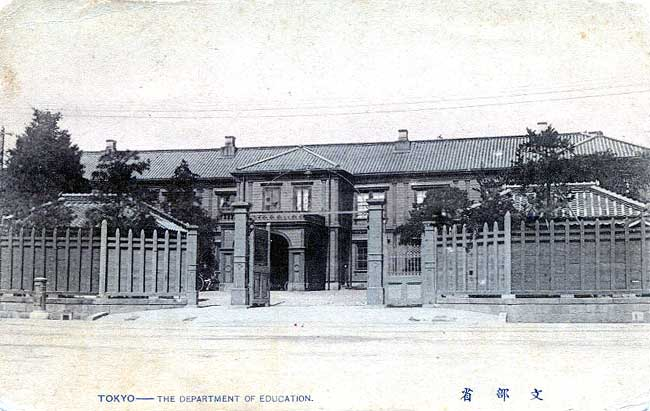
وزارة التعليم في اليابان، حوالي عام 1890

التعليم في إمبراطورية اليابان كان يأتي على قمة الأولويات للحكومة، حيث أدركت قيادة حكومة الميجي المبكرة الحاجة الماسة إلى تعليم العامة في إطار سعيها الحثيث لتحديث اليابان وجعلها تضاهي الدول الغربية. وقد تم إرسال البعثات، مثل بعثة إيواكورا (Iwakura)، إلى الدول الأخرى لدراسة أنظمة التعليم في الدول الغربية الرائدة.

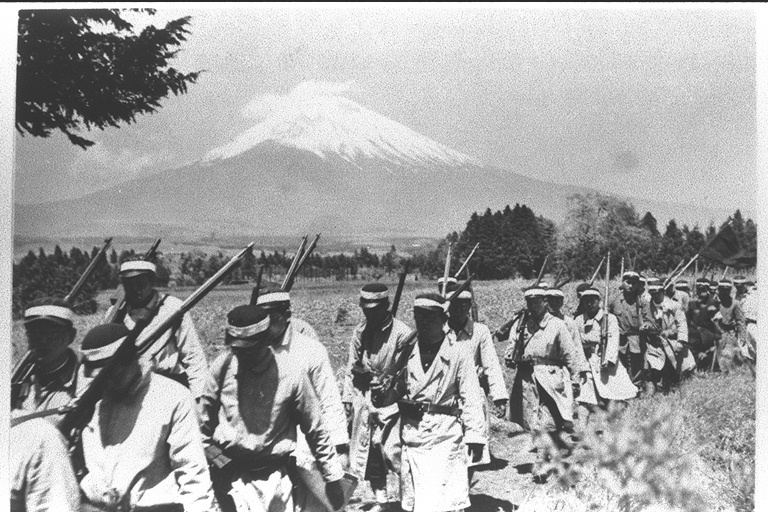
دورات التدريب العسكرية في جامعة كيئو

## سياسة التعليم أثناء عصر الميجي
في عام 1871، تم إنشاء وزارة التعليم، مع نظام مدرسي يقوم بشكل مشابه بشدة للطراز الأمريكي، والذي روج لمنهج النفعية، ولكن تم تقليد إدارة المدارس التي تخضع للسيطرة بشكل مركزي من فرنسا. ومن خلال مساعدة المستشارين الأجانب، مثل ديفيد موراي وماريون ماكاريل سكوت، تم كذلك إنشاء المدارس العادية لتعليم المعلمين في كل ولاية. وقد تم تعيين مستشارين آخرين، مثل جورج آدامز ليلاند، لعمل أنواع معينة من المناهج.
وقد تم تأميم المدارس الخاصة والجمعيات المجاورة التي تديرها المعابد البوذية (terakoya) لتكون مدارس ابتدائية، وأصبحت مدارس القطاع الإقطاعي والتي كانت تخضع لإدارة ديمو (daimyo) هي المدارس المتوسطة، في حين أصبحت أكاديمية توكيوجاوا شوجون (Tokugawa shogun) أساسًا جامعة طوكيو الإمبراطورية.
ومع ذلك، فقد أضافت منهجًا جديدًا ركز على المُثل المتحفظة والتقليدية التي تعكس القيم اليابانية بشكل أفضل. وقد تم التأكيد على مبادئ الكونفوشيوسية، خصوصًا تلك المتعلقة بالطبيعة الهرمية المتدرجة للعلاقات البشرية وخدمة دولة الميجي الجديدة والسعي نحو التعليم والأخلاقيات. وقد كانت هذه المُثل، التي تجسدت في المرسوم الإمبراطوري الخاص بالتعليم والصادر في عام 1890، بالإضافة إلى السيطرة شديدة المركزية للحكومة على التعليم، هي القاطرة التي وجهت التعليم في اليابان حتى نهاية الحرب العالمية الثانية.
وفي ديسمبر من عام 1885، تم تأسيس نظام مجلس الوزراء الحكومي، وأصبح موري أرينوري أول وزير للتعليم في اليابان. وقد قام موري، مع إينوي كواشي، بوضع أسس النظام التعليمي في إمبراطورية اليابان من خلال إصدار مجموعة من الأوامر منذ عام 1886. وقد أدت هذه القوانين إلى وضع نظام المدارس الابتدائية ونظام المدارس المتوسطة ونظام المدارس العادية، بالإضافة إلى نظام الجامعة الإمبراطورية.
وقد تم فرض المدارس الابتدائية لتكون إجبارية منذ عام 1872، وكانت تهدف إلى خلق الرعايا المخلصين للإمبراطور. وكانت المدارس المتوسطة هي المدارس الإعدادية للطلاب الذين كانوا يرغبون في الالتحاق بواحدة من الجامعات الإمبراطورية، وكانت الجامعات الإمبراطورية تهدف إلى خلق قادة على النمط الغربي يمكنهم قيادة تطوير اليابان على النمط الغربي.
ومع تزايد الاتجاه للتصنيع في اليابان، تزايد الطلب على التعليم العالي والتدريب المهني. وقد قام إينوي كواشي، الذي خلف موري كوزير للتعليم، بإنشاء نظام مدارس مهنية تابعة للدولة، كما روج كذلك لتعليم المرأة من خلال نظام مدارس منفصلة للفتيات.
وقد تم تمديد فترة التعليم الإجباري حتى 6 سنوات في عام 1907. وحسب القوانين الجديدة، لا يمكن إصدار الكتب المدرسية إلا بعد موافقة وزارة التعليم. وكان المنهج يتركز على تعليم الأخلاقيات (حيث كان يهدف في الغالب إلى غرس قيم الوطنية في التلاميذ) والرياضيات والقراءة والكتابة وكتابة المقالات والخط الياباني والتاريخ الياباني والجغرافيا والعلوم والرسم والغناء والتربية البدنية. وكان الأطفال من نفس المرحلة العمرية يتعلمون كل مادة من نفس السلسلة من الكتب المدرسية.

## 1912-1937
أثناء فترة تايشو وفترات شوا (Shōwa) المبكرة، من عام 1912 وحتى عام 1937، أصبح نظام التعليم في اليابان أكثر مركزية. وفي الفترة من عام 1917 وحتى عام 1919، قامت الحكومة بإنشاء Extraordinary Council on Education (臨時教育会議 Rinji Kyōiku Kaigi), الذي أصدر العديد من التقارير والتوصيات المتعلقة بإصلاح التعليم. وقد كان التعليم العالي واحدًا من أهم الموضوعات التي ركز عليها المجلس. وقبل عام 1918، كانت كلمة «الجامعة» مرادفًا «للجامعة الإمبراطورية»، ولكن، وبسبب المجلس، حصلت العديد من الجامعات على وضعية رسمية معترف بها. كما قام المجلس كذلك بتقديم الإعانات للأسر الفقيرة للغاية، والتي لا تستطيع تحمل تكاليف التعليم الإجباري، كما ركز كثيرًا كذلك على التعليم الأخلاقي.
وخلال تلك الفترة، أثرت التيارات الاجتماعية الجديدة، والتي تشتمل على الاشتراكية والشيوعية والفوضوية والتحررية، على المدرسين وأساليب التدريس. وقد أدت New Educational Movement (新教育運動 Shin Kyōiku Undō) إلى احتجاجات من اتحادات المعلمين والطلاب ضد المنهج التعليمي الوطني. وقد ردت الحكومة بزيادة القمع، بالإضافة إلى إضفاء بعض التأثيرات من النظام الألماني في محاولة لزيادة الروح الوطنية وزيادة مستويات العسكرة في اليابان. وقد أصبح المرسوم الإمبراطوري للجنود والبحارة موضوعًا إجباريًا للقراءة للطلاب أثناء تلك الفترة.
وقد تم تأسيس مدارس متخصصة للمكفوفين وللصم في وقت مبكر في عام 1878، وتم تنظيمها ووضع معاييرها من خلال الحكومة في مرسوم المدارس الخاصة بالمكفوفين والصم والبكم الصادر في عام 1926.
وقد كان يتم تشجيع المكفوفين للعمل في مهن مثل التدليك والوخز بالإبر والعلاج الطبيعي وضبط أجهزة البيانو.

## 1937-1945

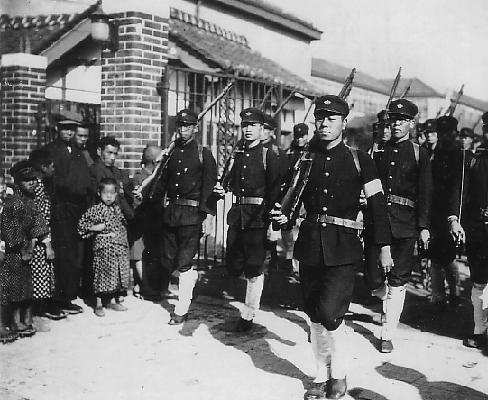
دورات التدريب العسكرية في كلية أوزاكا المحلية التجارية

بعد حادثة منشوريا في عام 1931، أصبح المنهج في النظام التعليمي القومي متوجهًا نحو الوطنية بشكل متزايد، وبعد بداية الحرب الثانية بين الصين واليابان في عام 1937، أصبح المنهج متوجهًا تجاه الجانب العسكري بشكل متزايد، وقد تأثر بوزير التعليم المتطرف ساداو آراكي.
في عام 1941، تمت تسمية المدارس الابتدائية بالاسم National People's Schools (國民學校 Kokumin Gakkō)(وهي ترجمة للكلمة الألمانية Volksschule (التي تعني مدرسة ابتدائية) وكان يجب على الطلاب حضور مدارس التدريب المهني Youth Schools (青年学校 Seinen Gakkō) عند التخرج، والتي كانت تجمع بين التدريب المهني والتدريب العسكري الأساسي (للصبية) والاقتصاد المنزلي] (للفتيات). كما قامت كذلك مدارس Seinen Gakkō بعمل فصول مسائية خلال فترات المساء للعاملين من للصبية والفتيات.
وقد تم تغيير اسم المدارس العادية لتصبح Specialized Schools (専門学校 Senmon Gakkō)، وغالبًا ما كانت ملحقة بجامعة. وكانت مدارس Senmon Gakkō تُدرس الطب أو الحقوق أو الاقتصاد أو التجارة أو العلوم الزراعية أو الهندسة أو إدارة الأعمال. وقد كان الهدف من مدارس Senmon Gakkō هو خلق فئة مهنية، وليس نخبة مثقفة. وفي الفترة التي سبقت الحرب، كانت كل المدارس الثانوية للنساء هي مدارس Senmon Gakkō.
بعد بداية حرب المحيط الهادئ في عام 1941، تم تعزيز تلقين المفاهيم القومية الوطنية والعسكرية بشكل أكبر. وأصبحت قراءة بعض الكتب المدرسية، مثل Kokutai no Hongi أمرًا إجباريًا. وكان الهدف التعليمي الرئيسي هو تعليم القيم السياسية القومية التقليدية والدين والأخلاقيات. وقد ساد ذلك منذ فترة الميجي. لقد قامت الدولة اليابانية بتحديث نفسها من ناحية المؤسسات، إلا أنها حافظت على الخصوصيات القومية الخاصة بها. وقد تم التركيز على عبادة الإمبراطور والولاء لأهم قيم الدولة بالإضافة إلى أهمية الفضائل العسكرية القديمة.
بعد استسلام اليابان في عام 1945، قامت البعثات التعليمية للولايات المتحدة إلى اليابان في عام 1946 ثم في عام 1950 تحت إشراف سلطات الاحتلال الأمريكي بإلغاء إطار العمل التعليمي القديم، وقامت بوضع أساس النظام التعليمي لما بعد الحرب في اليابان.